# Бюллетень Комитета освобождения Черноморской губернии
Бюллетень Комитета освобождения Черноморской губернии — газета, выпускаемая на территории Черноморской губернии в начале 1920 года.
Совершенно уникальным явлением периода Гражданской войны в России было создание эсерами своего крестьянского государства на территории Черноморской губернии — Комитета освобождения Черноморской губернии (КОЧГ).
С 8 февраля 1920 г. начинает издаваться периодическая печать КОЧГ. Первым официальным изданием КОЧГ стал «Бюллетень Комитета освобождения Черноморской губернии» (выходил с 8 февраля по 10 марта 1920 г.). Всего было выпущено в свет 22 номера этой газеты, выходила она ежедневно, кроме послепраздничных дней. Вторым изданием была газета «Заря Черноморья».
«Бюллетень» издавался в типографии И. А. Кореневича на папиросной бумаге, состоял из двух страниц, стоимость одного экземпляра — 3 р.
В результате анализа опубликованного в номерах «Бюллетеня» материала можно констатировать, что с 1-го по 17-й номер газеты (с 8 февраля по 4 марта включительно) публиковались только местные сведения — приказы, воззвания, распоряжения, сообщения от действующей армии и хроника КОЧГ, что условно можно обозначить как первый период издания. № 18 от 5 марта и последующие наряду с местным материалом начинают отображать события, происшедшие в Советской России и в Японии, Германии и других странах — это условно второй период.